# Златен ланец
Златен ланец е конкурс в две категории – за поезия и за къс разказ, учредена през 1995 г. от вестник „Труд“.
Наградата се връчва на специално тържество в средата на месец декември.

## Наградени автори[1]
| №  | Година | Лауреати „Поезия“                                                                         | Лауреати „Къс разказ“                               |
| -- | ------ | ----------------------------------------------------------------------------------------- | --------------------------------------------------- |
| 1  | 1995   | - Константин Павлов                                                                       | - Станислав Стратиев                                |
| 2  | 1996   | - Радой Ралин                                                                             | - Генчо Стоев                                       |
| 3  | 1997   | - Калина Ковачева                                                                         | - Янко Станоев                                      |
| 4  | 1998   | - Иван Динков                                                                             | - Георги Мишев                                      |
| 5  | 1999   | - Георги Борисов                                                                          | - Георги Величков                                   |
| 6  | 2000   | - Калин Донков                                                                            | - Любен Петков                                      |
| 7  | 2001   | - Найден Вълчев - Павел Матев – специална награда - Божана Апостолова – специална награда | - Христо Карастоянов                                |
| 8  | 2002   | - Първан Стефанов                                                                         | - Дончо Цончев                                      |
| 9  | 2003   | - Станка Пенчева                                                                          | - Цветан Радоев                                     |
| 10 | 2004   | - Стефан Цанев - Петър Караангов – специална награда                                      | - Владо Даверов                                     |
| 11 | 2005   | - Велизар Николов - Мая Дългъчева – специална награда                                     | - Здравка Евтимова - Ясен Антов – специална награда |
| 12 | 2006   | - Божана Апостолова                                                                       | - Деян Енев                                         |
| 13 | 2007   | - Гриша Трифонов                                                                          | - Лиляна Михайлова                                  |
| 14 | 2008   | - Иван Вълев                                                                              | - Михаил Вешим                                      |
| 15 | 2009   | - Валентина Радинска                                                                      | - не се присъжда                                    |
| 16 | 2010   | - Николай Милчев                                                                          | - Здравка Евтимова                                  |